# Stux Gallery
Stux Gallery je galerie současného umění v New Yorku. Otevřena byla v prosinci 1980 v Bostonu (Newbury Street) galeristou Stefanem Stuxem a jeho manželkou Lindou Stuxovou. Později byla otevřena pobočka v New Yorku (Spring Street), přičemž v provozu zůstala i původní bostonská galerie. Ta byla uzavřena v roce 1988. Činnost newyorské galerie byla ukončena v roce 1993. V roce 1996 byla znovu otevřena, tentokrát na manhattanské 20. ulici. Od roku 2004 se nacházela na 24. ulici a v roce 2014 byla přemístěna na 57. ulici. Počínaje rokem 2017 se galerie nachází v historické budově na Upper West Side (Salon STUX West). Koncem osmdesátých let byla galerie v The New York Times označena za nejlepší galerii roku. Svá díla ve Stuxově galerii vystavovali například Ultra Violet, Elaine Sturtevant a Andres Serrano.